# Notosetia neozelanica
Putilla neozelanica là một loài ốc biển nhỏ, là động vật thân mềm chân bụng sống ở biển trong họ Rissoidae. Nó là loài đặc trưng của chi.